# Storia di Google
La società di Google venne ufficialmente lanciata nel 1998 da Larry Page e Sergey Brin per commercializzare Google Search, che divenne il motore di ricerca web più utilizzato. Page e Brin, studenti della Università di Stanford in California, svilupparono un algoritmo di ricerca inizialmente noto come "BackRub" nel 1996. Il motore di ricerca si rivelò presto efficace e la società in espansione si è trasferita diverse volte, stabilendosi definitivamente a Mountain View nel 2003. Questo ha segnato una fase di rapida crescita, con la società che diede la sua offerta pubblica iniziale nel 2004 e rapidamente è diventata una delle maggiori società di media del mondo. La società lanciò Google News nel 2002, Gmail nel 2004, Google Maps nel 2006, Google Chrome nel 2008 e il social network Google+ nel 2011, oltre a molti altri prodotti. Nel 2015, Google è diventata la principale filiale della holding Alphabet Inc.
Il motore di ricerca è passato attraverso numerosi aggiornamenti nei tentativi di combattere gli abusi di ottimizzazione dei motori di ricerca, fornire aggiornamenti dinamici dei risultati e rendere il sistema di indicizzazione rapido e flessibile. I risultati della ricerca iniziarono a essere personalizzati nel 2005 e fu introdotto il completamento automatico di Google Suggest. A partire dal 2007, Universal Search fornisce tutti i tipi di contenuti, non solo contenuti di testo, nei risultati di ricerca.
Google si è impegnata in partenariati con la NASA, AOL, Sun Microsystems, News Corporation, Sky UK e altri. La società creò una propaganda benefica, Google.org, nel 2005. Google fu coinvolta in una controversia legale nel 2006 negli Stati Uniti per ordine del tribunale di divulgare URL e stringhe di ricerca, e fu oggetto di indagini di elusione fiscale nel Regno Unito.
Il nome Google è una variante di googol, scelto per suggerire numeri molto grandi.

## Storia

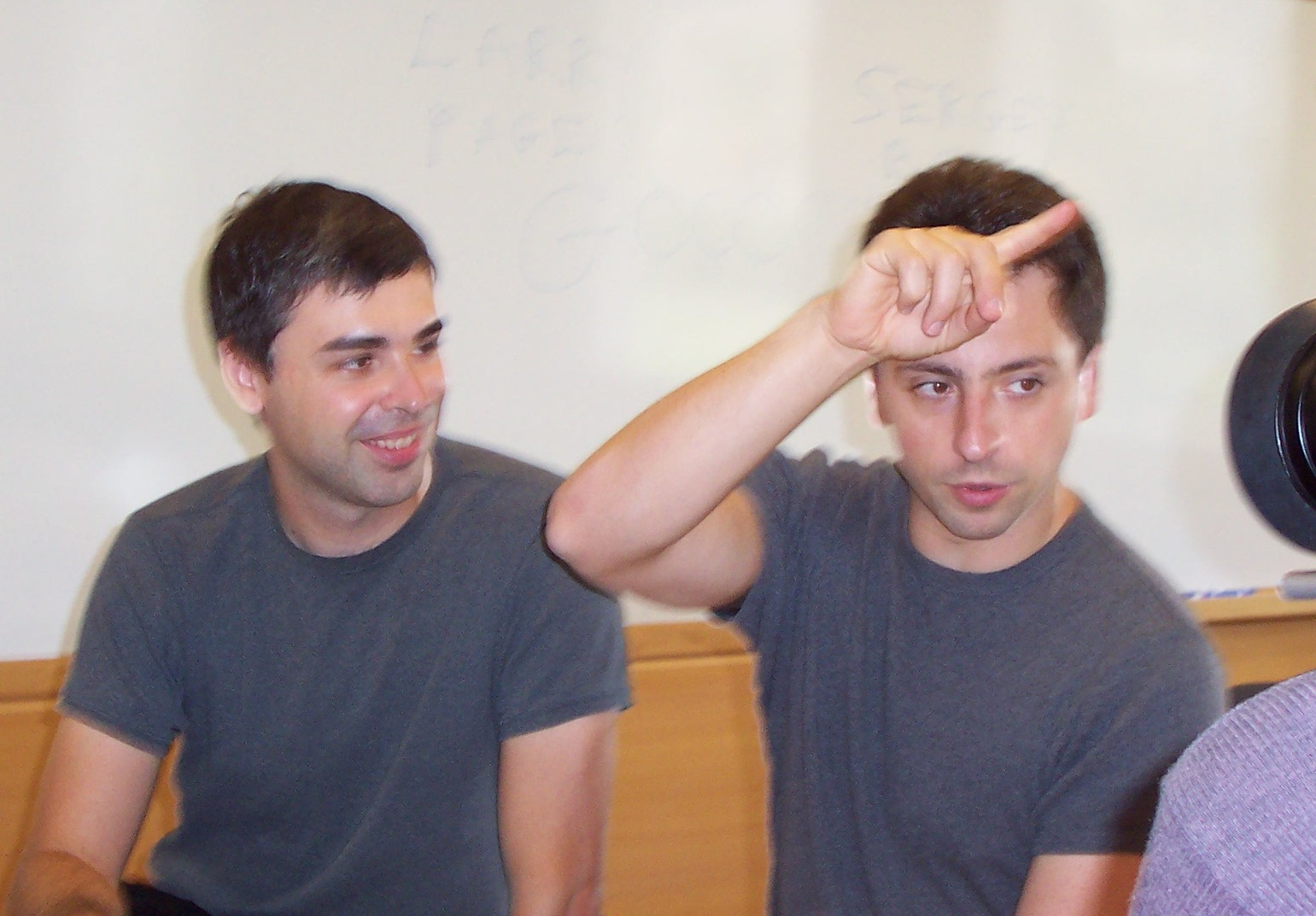
Larry Page and Sergey Brin nel 2003

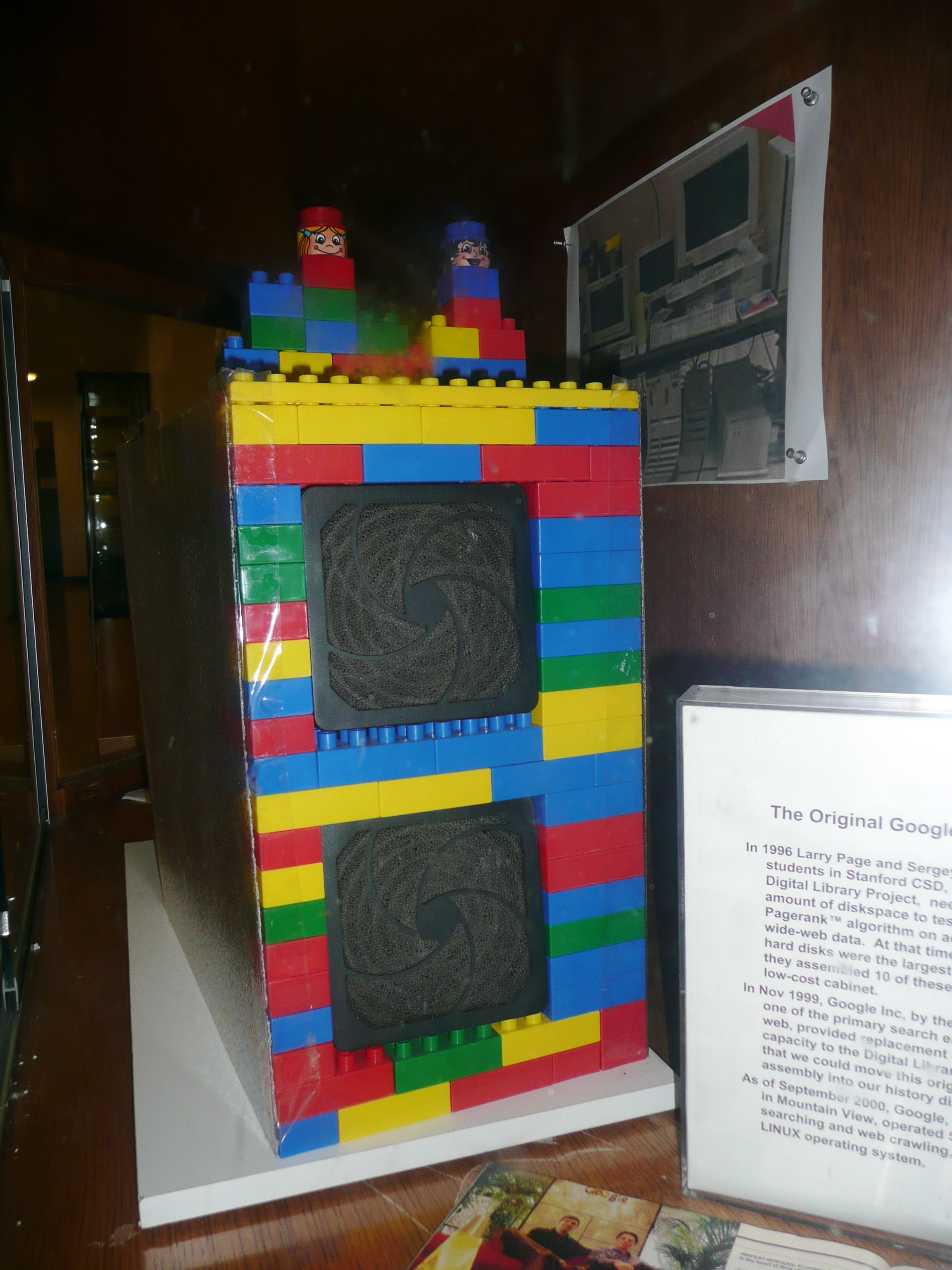
Il primo computer di Google a Stanford era ospitato in custodie personalizzate costruite con mattoncini Lego.

### Gli inizi
Google iniziò nel 1998 come un progetto di ricerca di Larry Page e Sergey Brin, entrambi studenti di dottorato di ricerca dell'Università di Stanford.
Nella ricerca di un tema di tesi, Page aveva considerato, tra le altre cose, di esplorare le proprietà matematiche del World Wide Web, rappresentando la sua struttura di collegamenti come un enorme grafico. Il suo supervisore, Terry Winograd, lo incoraggiò a scegliere questa idea (che Page poi ha ricordato come "il miglior consiglio che abbia mai ricevuto") e Page si focalizzò sul problema di scoprire quali pagine web si collegassero a una determinata pagina, basandosi sulla considerazione che il numero e la natura di tali backlink fossero preziose informazioni su quella pagina (con il ruolo delle citazioni nell'editoria accademica in mente).
Nel suo progetto di ricerca, soprannominato "BackRub", Page è stato presto raggiunto da Brin, che venne supportato dalla National Science Foundation Graduate Fellowship. Brin era già un caro amico, che Page aveva incontrato per la prima volta nell'estate del 1995, quando Page faceva parte di un gruppo di potenziali nuovi studenti che Brin si era offerto volontario di mostrare in giro per il campus. Sia Brin che Page lavoravano allo Stanford Digital Library Project (SDLP). L'obiettivo della SDLP era "sviluppare le tecnologie abilitanti per una biblioteca digitale unica, integrata e universale" e venne finanziato attraverso la National Science Foundation, tra le altre agenzie federali.
Il web crawler di Page iniziò ad esplorare il web nel marzo del 1996, con la home page della stessa Stanford di Page come unico punto di partenza. Per convertire i dati di backlink raccolti per una determinata pagina web in una misura di importanza, Brin e Page svilupparono l'algoritmo PageRank, che implementava l'algoritmo su cui si basava il funzionamento del motore di ricerca Hyper Search inventato dall'italiano Massimo Marchiori. Analizzando l'output di BackRub che, per un dato URL, consisteva in un elenco di backlink ordinati per importanza, la coppia si rese conto che un motore di ricerca basato su PageRank avrebbe prodotto risultati migliori rispetto alle tecniche esistenti (i motori di ricerca esistenti fino a quel momento classificavano sostanzialmente i risultati in base a quante volte il termine di ricerca appariva in una pagina).
Convinto che le pagine con il maggior numero di collegamenti ad esse provenienti da altre pagine web altamente rilevanti dovessero essere le pagine più pertinenti associate alla ricerca, Page e Brin testarono la loro tesi come parte dei loro studi e gettarono le basi per il loro motore di ricerca. La prima versione di Google venne pubblicata nell'agosto del 1996 sul sito web della Stanford. Utilizzava quasi la metà dell'intera larghezza di banda della rete della Stanford.
Total indexable HTML urls: 75.2306 Million
Total content downloaded: 207.022 gigabytes
...
BackRub is written in Java and Python and runs on several Sun Ultras and Intel Pentiums running Linux. The primary database is kept on a Sun Ultra II with 28GB of disk. Scott Hassan and Alan Steremberg have provided a great deal of very talented implementation help. Sergey Brin has also been very involved and deserves many thanks.»
URL HTML indicizzabili totali: 75,2306 milioni
Contenuto totale scaricato: 207,022 gigabyte
...
BackRub è scritto in Java e Python e funziona su diversi Sun Ultras e Intel Pentium che eseguono Linux. Il database principale è conservato su un Sun Ultra II con 28GB di disco. Scott Hassan e Alan Steremberg hanno fornito una grande quantità di aiuto all'implementazione di grande talento. Anche Sergey Brin è stato molto coinvolto e merita molti ringraziamenti.»
(Larry Page)

### Fine anni '90
In origine il motore di ricerca utilizzava il sito web della Stanford con i domini google.stanford.edu e z.stanford.edu. Il dominio google.com venne registrato il 15 settembre 1997. Incorporarono formalmente la loro azienda, Google, il 4 settembre 1998 nel garage dell'amica Susan Wojcicki a Menlo Park, in California. Wojcicki alla fine è diventata un dirigente di Google e è stata la CEO di YouTube.

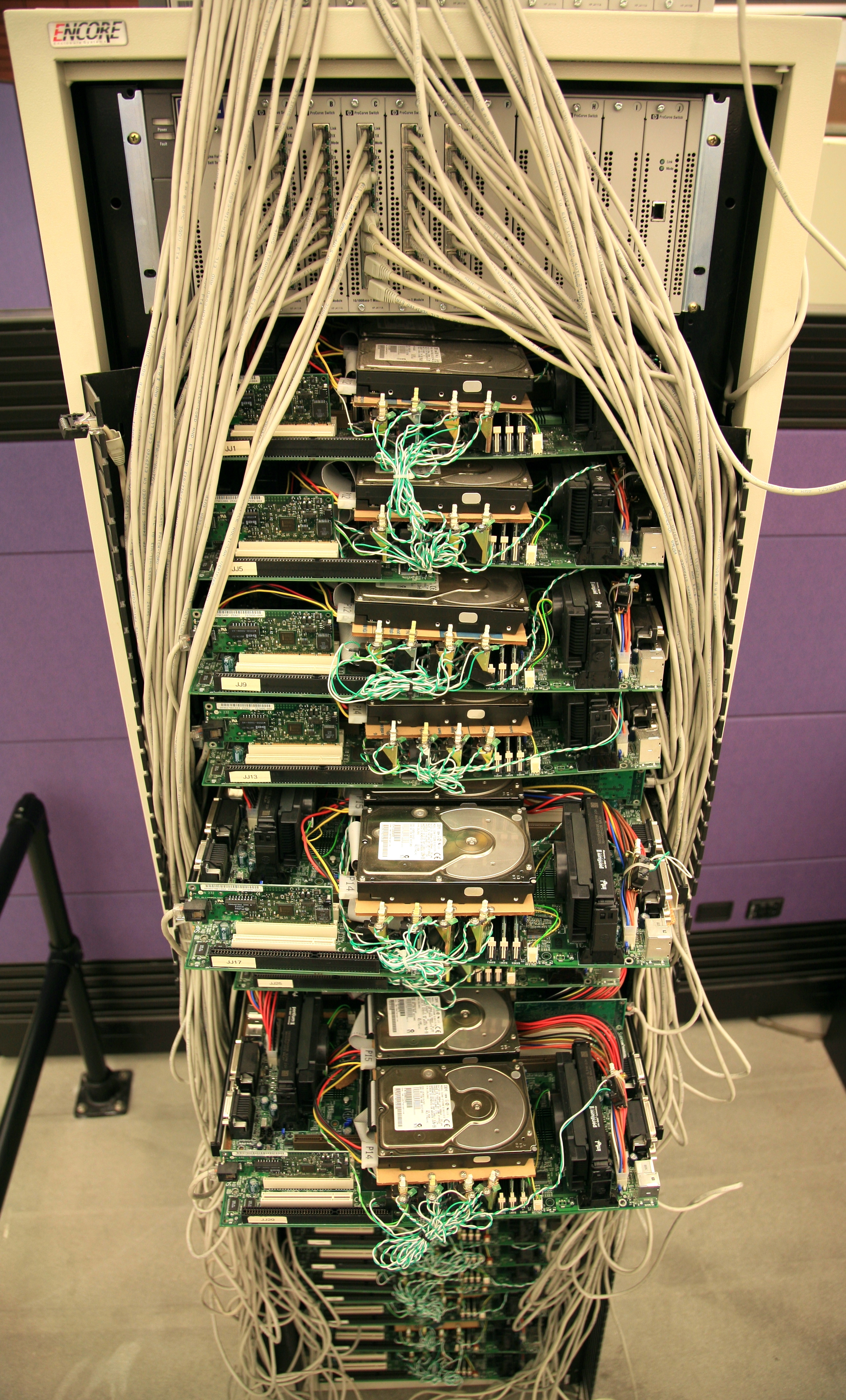
La prima iterazione dei server di produzione di Google venne realizzata con un hardware economico e venne progettata per essere molto tollerante ai guasti

Sia Brin che Page erano contrari all'uso di pubblicità pop-up in un motore di ricerca, o di un modello di "motori di ricerca finanziati dalla pubblicità", e scrissero un articolo di ricerca nel 1998 sull'argomento mentre erano ancora studenti. Cambiarono idea nelle prime fasi e consentirono annunci di testo semplici.
Alla fine del 1998, Google aveva un indice di circa 60 milioni di pagine. La home page era ancora contrassegnata come "BETA", ma un articolo su Salon.com sostenne già che i risultati di ricerca di Google fossero migliori di quelli concorrenti come Hotbot o Excite.com e lo elogiarono per essere tecnologicamente più innovativo rispetto ai siti portale sovraccaricati (come Yahoo!, Excite.com, Lycos, Netscape's Netcenter, AOL.com, Go.com e MSN.com) che a quel tempo, durante la crescente bolla delle dot-com, erano visti come "il futuro del web", in particolare dagli investitori del mercato azionario.
All'inizio del 1999, Brin e Page decisero di voler vendere Google a Excite. Andarono al CEO di Excite George Bell e si offrirono di venderglielo per 1 milione di dollari, ma la Excite respinse l'offerta. Vinod Khosla, uno dei venture capitalist di Excite, disse al duo che avrebbero pagato non più di 750.000 dollari, ma Bell respinse di nuovo.
Nel marzo del 1999, la società si trasferì negli uffici della 165 University Avenue a Palo Alto, sede di altre famose aziende tecnologiche della Silicon Valley. Dopo aver superato rapidamente altri due siti, la società affittò un complesso di edifici a Mountain View al 1600 Amphitheatre Parkway di Silicon Graphics (SGI) nel 2003. La società è rimasta in questo luogo da allora, e il complesso da allora è diventato noto come Googleplex (un gioco sulla parola googolplex, un numero che è uguale a 1 seguito da un googol di zeri). Nel 2006, Google ha acquistato la proprietà da SGI per 319 milioni di dollari statunitensi.

### Anni 2000
Il motore di ricerca di Google attrasse un seguito fedele nel crescente numero di utenti di Internet, a cui piacque il suo design semplice. Nel 2000, Google iniziò a vendere annunci associati a parole chiave di ricerca. Gli annunci erano basati su testo per mantenere un design della pagina privo di ingombri e per massimizzare la velocità di caricamento della pagina. Le parole chiave venivano vendute in base a una combinazione di offerta di prezzo e click, con offerte a partire da 0,05 dollari per clic. Questo modello di vendita di pubblicità con parole chiave venne inizialmente lanciato da Goto.com, uno spin off di Idealab creato da Bill Gross. Quando la società cambiò i nomi in Overture Services, citò in giudizio Google per presunte violazioni dei brevetti pay-per-click e di offerta della società. I servizi di Overture verranno in seguito acquistati da Yahoo! e ribattezzati Yahoo! Search Marketing. Il caso fu quindi risolto in via extragiudiziale; Google accettò di emettere azioni ordinarie a Yahoo! in cambio di una licenza perpetua. Mentre molti dei suoi concorrenti con dot-com fallivano nel nuovo mercato di Internet, Google aumentava silenziosamente mentre generava entrate.
Il codice di condotta dichiarato di Google è "Don't be evil", una frase che è arrivata al punto di includere nel loro prospetto (ovvero "S-1") per l'IPO del 2004, osservando che "Crediamo fermamente che nel lungo termine, saremo meglio serviti - come azionisti e in tutti gli altri modi - da una società che fa cose buone per il mondo anche se rinunciamo a qualche guadagno a breve termine."
Nel febbraio 2003, Google ha acquisito Pyra Labs, proprietaria del sito web di Blogger. L'acquisizione ha assicurato la capacità competitiva dell'azienda di utilizzare le informazioni raccolte dai post dei blog per migliorare la velocità e la pertinenza degli articoli contenuti in un prodotto associato al motore di ricerca Google News.
Nel febbraio 2004, Yahoo! ha abbandonato il partenariato con Google, fornendo un proprio motore di ricerca indipendente. Ciò costò a Google una certa quota di mercato, tuttavia la mossa di Yahoo! evidenziò la distintività di Google, e oggi il verbo "to google" (in italiano, googlare) è entrato in un certo numero di lingue (prima come verbo gergale e ora come parola standard), che significa "eseguire una ricerca sul web" (una possibile indicazione di  "Google" che diventa un marchio generico).

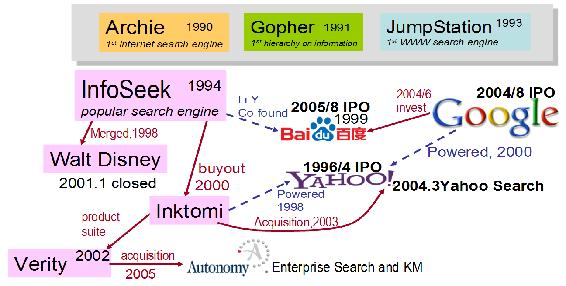
La relazione tra Google, Baidu e Yahoo

Dopo l'IPO, la capitalizzazione di borsa di Google aumentò notevolmente e il prezzo delle azioni è più che quadruplicato. Il 19 agosto 2004, il numero di azioni in circolazione fu di 172,85 milioni, mentre il "flottante" fu di 19,60 milioni (di cui l'89% detenuto da addetti ai lavori). Google ha una struttura azionaria a due classi in cui ogni azione di Classe B ottiene dieci voti rispetto a ciascuna azione di Classe A che ne ottiene uno. Page disse nel prospetto che Google avesse "una struttura a doppia classe che è orientata verso la stabilità e l'indipendenza e che richiede agli investitori di scommettere sulla squadra, in particolare Sergey e me".
Nel giugno 2005, Google venne valutato a circa 52 miliardi di dollari, rendendolo una delle maggiori società di media al mondo per valore di borsa.
Il 18 agosto 2005 (un anno dopo l'IPO iniziale), Google annunciò che avrebbe venduto 14.159.265 azioni del suo capitale per raccogliere fondi. La mossa raddoppierà la riserva di cassa di Google a 7 miliardi di dollari. Google dichiarò che avrebbe utilizzato i soldi per "acquisizioni di attività, tecnologie o altri beni complementari".
Con l'aumento delle dimensioni di Google è arrivata più concorrenza da parte delle grandi aziende tecnologiche tradizionali. Uno di questi esempi è la rivalità tra Microsoft e Google. Microsoft aveva sollecitato il suo motore di ricerca Bing per contrastare la posizione competitiva di Google. Inoltre, le due società offrono sempre più servizi sovrapposti, come la webmail (Gmail o Hotmail), la ricerca (sia online che locale) e altre applicazioni (ad esempio, Windows Live Local di Microsoft compete con Google Earth). Oltre a una sostituzione di Internet Explorer, Google ha progettato il proprio sistema operativo basato su Linux chiamato Chrome OS per competere direttamente con Microsoft Windows. Si vociferava anche di un browser web di Google, alimentato in gran parte dal fatto che Google era il proprietario del nome di dominio "gbrowser.com". Questi sono stati successivamente dimostrati quando Google ha rilasciato Google Chrome. Questa faida aziendale è finita nei tribunali quando Kai-Fu Lee, ex vicepresidente di Microsoft, lasciò Microsoft per lavorare per Google. Microsoft fece causa per fermare la sua mossa citando il contratto di non concorrenza di Lee (aveva accesso a molte informazioni sensibili riguardanti i piani di Microsoft in Cina). Google e Microsoft hanno raggiunto un accordo extragiudiziale il 22 dicembre 2005, i cui termini sono riservati.
La frode dei clic divenne anche un problema crescente per la strategia aziendale di Google. Il CFO di Google, George Reyes, dichiarò in una conferenza degli investitori del dicembre 2004 che "bisogna fare qualcosa in modo molto, molto rapidamente, perché penso che potenzialmente minacci il nostro modello di business."
Mentre il mercato principale dell'azienda è nell'arena dei contenuti web, Google sperimentò altri mercati, come le pubblicazioni radiofoniche e di stampa. Il 17 gennaio 2006, Google annunciò di aver acquistato la società pubblicitaria radiofonica dMarc, che forniva un sistema automatico che consentiva alle aziende di fare pubblicità alla radio. Google ha anche iniziato un esperimento nella vendita di annunci pubblicitari dai suoi inserzionisti su giornali e riviste offline, con pubblicità selezionate nel Chicago Sun-Times.
Durante la conference call di Google del terzo trimestre 2005, Eric Schmidt dichiarò: "Non facciamo la stessa cosa come fanno tutti gli altri. Quindi, se provi a prevedere la nostra strategia di prodotto semplicemente dicendo cose giuste, così ha Google e questo lo farà la stessa cosa, è quasi sempre la risposta sbagliata: guardiamo ai mercati come esistono e riteniamo che siano abbastanza ben serviti dai loro giocatori esistenti, cerchiamo di vedere nuovi problemi e nuovi mercati usando la tecnologia che altri usano e costruiamo."
Dopo mesi di speculazioni, Google venne aggiunta all'indice Standard & Poor's 500 (S&P 500) il 31 marzo 2006. Google sostituì Burlington Resources, un importante produttore di petrolio con sede a Houston, acquisito da ConocoPhillips. Il giorno dopo l'annuncio, il prezzo delle azioni di Google aumentò del 7%.
Nel 2008, Google lanciò Knol, il loro equivalente di Wikipedia, che fallì quattro anni dopo.

### Anni 2010
Nel 2011, la società lanciò Google+, la quarta incursione nelle reti sociali, dopo Google Buzz (lanciato nel 2010, ritirato nel 2011), Google Friend Connect (lanciato nel 2008, ritirato dal 1º marzo 2012) e Orkut (lanciato nel 2004, ritirato a settembre 2014)
A novembre 2014, Google gestiva oltre 70 uffici in oltre 41 paesi.
Nel 2015, Google ha riorganizzato i suoi interessi come società holding, Alphabet Inc., con Google come sussidiaria principale. Google ha continuato a fungere da ombrello per gli interessi Internet di Alphabet. Il 1º settembre 2017, Google Inc. ha annunciato i suoi piani di ristrutturazione come società a responsabilità limitata, Google LLC, come una consociata interamente controllata di XXVI Holdings Inc., che è costituita come controllata da Alphabet Inc. per detenere il capitale netto dei suoi altre filiali, tra cui Google LLC e altre.
Il 25 ottobre 2018, il New York Times ha pubblicato la presentazione, "Come protegge Google Andy Rubin, il 'padre di Android'". La società ha successivamente annunciato che "48 impiegati sono stati licenziati negli ultimi due anni" per cattiva condotta sessuale. Il 1º novembre 2018, i dipendenti di Google hanno organizzato un'escursione globale per protestare contro la gestione da parte della società di reclami per molestie sessuali, inclusa l'uscita del paracadute d'oro dell'ex dirigente Andy Rubin; più di 20.000 dipendenti e collaboratori hanno partecipato. L'amministratore delegato Sundar Pichai sostenne le proteste.

## Finanziamento e offerta pubblica iniziale
Il primo finanziamento per Google come società venne assicurato nell'agosto 1998 sotto forma di un contributo di 100.000 dollari statunitensi da parte di Andy Bechtolsheim, co-fondatore di Sun Microsystems, conferito a una società che non esisteva ancora.
Il 7 giugno 1999 venne annunciato un round di finanziamento azionario per un totale di 25 milioni di dollari, i maggiori investitori sono le società rivali di venture capital Kleiner Perkins Caufield & Byers e Sequoia Capital. Mentre Google aveva ancora bisogno di maggiori finanziamenti per la loro ulteriore espansione, Brin e Page erano riluttanti a rendere pubblica la società, nonostante i problemi finanziari. Non erano pronti a rinunciare al controllo su Google.
In seguito alla chiusura del round di finanziamento da 25 milioni di dollari, Sequoia incoraggiò Brin e Page ad assumere un CEO. Brin e Page hanno infine acconsentito e assunto Eric Schmidt come primo CEO di Google nel marzo 2001.
Nell'ottobre 2003, mentre discuteva di una possibile offerta pubblica iniziale di azioni (IPO), Microsoft ha contattato l'azienda in merito a una possibile partenariato o fusione. L'accordo non si è mai materializzato. Nel gennaio 2004, Google annunciò l'assunzione di Morgan Stanley e Goldman Sachs Group per organizzare una IPO. La IPO venne progettata per raccogliere fino a 4 miliardi di dollari.
L'offerta pubblica iniziale di Google si svolse il 19 agosto 2004. Un totale di 19.605.052 azioni vennero offerte ad un prezzo di 85 dollari per azione. Di questo, 14.142.135 venne pubblicate da Google e 5.462.917 dalla vendita di azionisti. La vendita raccolse 1,67 miliardi di dollari e diede a Google una capitalizzazione di mercato di oltre 23 miliardi di dollari. Molti dipendenti di Google diventarono milionari cartacei. Yahoo!, concorrente di Google, beneficiò anche della IPO perché possedeva 2,7 milioni di azioni di Google.
Dopo la IPO della compagnia nel 2004, i fondatori Sergey Brin e Larry Page e l'amministratore delegato Eric Schmidt chiesero che il loro stipendio base venisse ridotto a 1 dollaro. Le offerte successive dell'azienda per aumentare i loro salari vennero rifiutate, principalmente perché il loro principale compenso continua a derivare dal possesso di azioni in Google. Prima del 2004, Schmidt guadagnava 250.000 dollari all'anno, e Page e Brin ricevevano ciascuno uno stipendio annuo di 150.000 dollari.
C'erano preoccupazioni che la iPO di Google potesse portare a cambiamenti nella cultura aziendale. Le ragioni andavano dalla pressione degli azionisti per le riduzioni dei benefit dei dipendenti al fatto che molti dirigenti aziendali sarebbero diventati milionari cartacei. In risposta a questa preoccupazione, i cofondatori Brin e Page promisero in un rapporto ai potenziali investitori che la IPO non avrebbe cambiato la cultura dell'azienda.
La società è quotata alla borsa NASDAQ con il simbolo GOOG. Quando Alphabet venne creata come società madre di Google, ha mantenuto la cronologia dei prezzi delle azioni e il simbolo del ticker di Google.

## Nome
Il nome "Google" è nato da un errore di ortografia di "googol", che si riferisce ad un numero rappresentato da un 1 seguito da cento zeri. Page e Brin scrivono nel loro articolo originale su PageRank: "Abbiamo scelto il nome del nostro sistema, Google, perché è un errore d'ortografia comune di googol o 10100 e si adatta perfettamente al nostro obiettivo di creare motori di ricerca su vasta scala".
Ci sono usi del nome che risalgono almeno fino alla creazione del personaggio dei fumetti Barney Google nel 1919. L'autore inglese per bambini Enid Blyton usò la frase "Google Bun" in The Magic Faraway Tree (1941) e The Folk of the Faraway Tree (1946), e chiamò un personaggio pagliaccio "Google" in Circus Days Again (1942). C'è anche il Googleplex Star Thinker in Guida galattica per gli autostoppisti di Douglas Adams. Nel marzo 1996, un'azienda chiamata Groove Track Productions fece domanda per un marchio statunitense per "Google" per vari prodotti tra cui diverse categorie di abbigliamento, giocattoli di peluche, giochi da tavolo e caramelle. L'azienda abbandonò la sua domanda nel luglio 1997.
Avendo trovato sempre più spazio nel linguaggio quotidiano, il verbo "google" è stato aggiunto al Merriam Webster Collegiate Dictionary e all'Oxford English Dictionary nel 2006, che significa "utilizzare il motore di ricerca di Google per ottenere informazioni su Internet". L'uso del termine stesso riflette la loro missione di organizzare una quantità apparentemente infinita di informazioni sul web. Il primo uso di "Google" come verbo nella cultura di massa è accaduto nella serie TV Buffy l'ammazzavampiri, nel 2002. Nel novembre 2009, il monitor globale della lingua mise "Google" alla settima posizione sulla Top Words of the Decade. A dicembre 2009 la BBC evidenziò Google nella serie "Portrait of the Decade (Words)". A maggio 2012, David Elliott presentò un reclamo contro Google, Inc. affermando che il marchio distintivo di Google, una volta GOOGLE®, è diventato generico e privo di significato di marchio a causa del suo uso comune come verbo transitivo. Dopo aver perso a Google in procedimenti UDRP che coinvolgono molte registrazioni di nomi di dominio "relativi a Google" di sua proprietà, Elliott in seguito ha chiesto un giudizio dichiaratorio secondo cui i suoi nomi a dominio sono giustamente suoi, che non violano i diritti sui marchi che Google potrebbe possedere e che tutti I marchi registrati GOOGLE® di Google devono essere annullati poiché "Google" è ora una parola generica comune in tutto il mondo che significa "cercare su Internet."

## Partenariati
Google ha collaborato con diverse società, al fine di migliorare la produzione e i servizi. "Il 28 settembre 2005, Google annunciò una partenariato di ricerca a lungo termine con la NASA che prevedeva la creazione di un Centro di ricerca e sviluppo Google da un milione di metri quadrati (0,0929030 m²) presso il Centro di ricerca Ames della NASA. La NASA e Google stanno pianificando di lavorare insieme su una varietà di settori, tra cui la gestione dei dati su larga scala, il calcolo massivamente distribuito, la bioinformazione-nano convergenza e l'incoraggiamento del settore spaziale imprenditoriale. Il nuovo edificio includerebbe anche laboratori, uffici e alloggi per gli ingegneri di Google. Ad ottobre 2006, Google strinse un partenariato con Sun Microsystems per condividere e distribuire le rispettive tecnologie. Come parte della partenariato, Google assumerà dipendenti per aiutare il programma dell'ufficio open source OpenOffice.org.
L'unità di AOL, Time Warner e Google hanno presentato una partenariato ampliata il 21 dicembre 2005, tra cui una partenariato pubblicitaria globale potenziata e un investimento di 1 miliardo di dollari da parte di Google per una partecipazione del 5% in AOL. Come parte della collaborazione, Google intende collaborare con AOL alla ricerca di video e offrire il servizio di video premium di AOL all'interno di Google Video. Ciò non consentiva agli utenti di Google Video di cercare i servizi premium video di AOL. Anche la pubblicità display su tutta la rete di Google aumenterà.
Ad agosto 2006, Google firmò un'offerta da 900 milioni di dollari con l'unità Fox Interactive Media di News Corp. per fornire ricerca e pubblicità su MySpace e altri siti web di News Corp tra cui IGN (sito web), AmericanIdol.com, Fox.com e Rotten Tomatoes, anche se Fox Lo sport non è incluso in quanto esistesse già un accordo tra News Corp. e MSN.
Il 6 dicembre 2006, la British Sky Broadcasting pubblicò i dettagli di un'alleanza Sky e Google. Ciò include una funzionalità in cui Gmail si collegherà a Sky e ospiterà un servizio di posta per Sky, incorporando il dominio di posta elettronica "@sky.com".
Nel 2007, Google utilizzò America Online come partner e sponsor principale del programma NORAD Tracks Santa. Google Earth venne usato per la prima volta per dare ai visitatori del sito l'impressione che stessero seguendo i progressi di Babbo Natale in 3D. Il programma rese anche nota la sua presenza su YouTube nel 2007 come parte del suo partenariato con Google.
Nel 2008, Google sviluppò una partenariato con GeoEye per lanciare un satellite che fornisse Google con immagini ad alta risoluzione (0,41 m in bianco e nero, 1,65 m di colore) per Google Earth. Il satellite è stato lanciato dalla Base Aerea di Vandenberg il 6 settembre 2008. Google ha anche annunciato nel 2008 che ospitava un archivio di fotografie di Life Magazine.
Nel gennaio 2009, Google annunciò un partenariato con il Pontificio Consiglio per le comunicazioni sociali, consentendo al Papa di avere il proprio canale su YouTube.
Nel gennaio 2013, Google annunciò un partenariato con Kia Motors e Hyundai. Il partenariato integra Google Maps e Place in nuovi modelli di auto che saranno commercializzate più avanti nel 2013.
L'Alliance for Affordable Internet (A4AI) venne lanciata nell'ottobre 2013; Google fa parte della coalizione di organizzazioni pubbliche e private che include anche Facebook, Intel e Microsoft. Guidato da Sir Tim Berners-Lee, l'A4AI cerca di rendere l'accesso a Internet più accessibile in modo che l'accesso sia ampliato nei paesi in via di sviluppo, dove solo il 31% delle persone è online. Google contribuirà a ridurre i prezzi di accesso a Internet in modo tale che essi scendano al di sotto dell'obiettivo mondiale della 5% delle entrate mensili della Commissione per la banda larga dell'ONU.
Il 21 settembre 2017, HTC ha annunciato un "accordo di cooperazione" in cui venderebbe i diritti non esclusivi a determinate proprietà intellettuali, così come i talenti smartphone, a Google per 1,1 miliardi di dollari.